# Dipturus sp. nov. L
The maugean skate (Dipturus sp. nov. L) là một loài cá thuộc họ Rajidae. Nó là loài đặc hữu của Úc. Môi trường sống tự nhiên của chúng là estuarine waters.